# Walter Block

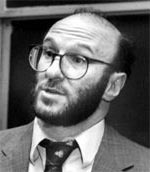
Walter Block

Walter Block (Brooklyn, 21 augustus 1941) is een Amerikaans econoom en geldt als vertegenwoordiger van het anarchokapitalisme.
Block werd geboren in een Joods gezin. Hij omschreef zijn ouders als liberalen. Hij behaalde een graad in filosofie cum laude aan het Brooklyn College en maakte deel uit van het zwemteam. Hij behaalde een doctoraat in economie aan de Columbia University met een dissertatie over beheersing van rente. Hij studeerde onder Murray Rothbard, toen de grondlegger van het libertarisme, en was ook sterk beïnvloed door Ayn Rand.

## Boeken
- Defending the Undefendable  (1976; vertaald in Chinees, Nederlands, Frans, Italiaans, Portugees en Roemeens) ISBN 0-930073-05-3
- A Response to the Framework Document for Amending the Combines Investigation Act (1982)
- Focus on Economics and the Canadian Bishops (1983)
- Focus on Employment Equity: A Critique of the Abella Royal Commission on Equality in Employment (met Michael A. Walker; 1985)
- The U.S. Bishops and Their Critics: An Economic and Ethical Perspective (1986)
- Lexicon of Economic Thought (met Michael Walker; 1988)
- Economic Freedom of the World, 1975-1995 (met James Gwartney en Robert Lawson; 1996)
- The Privatization of Roads and Highways: Human and Economic Factors (2006)
- Defending the Undefendable II (2013)